# Cucujocallimerus coomani
Cucujocallimerus coomani là một loài bọ cánh cứng trong họ Cleridae. Loài này được Pic miêu tả khoa học đầu tiên năm 1929.